# (15355) Maupassant
(15355) Maupassant est un astéroïde de la ceinture principale.

## Description
(15355) Maupassant est un astéroïde de la ceinture principale. Il fut découvert le 2 janvier 1995 à Caussols par Eric Walter Elst. Il présente une orbite caractérisée par un demi-grand axe de 2,46 UA, une excentricité de 0,06 et une inclinaison de 5,0° par rapport à l'écliptique.
Il est nommé d'après le poète français Guy de Maupassant.

## Compléments